# Psilocerea scardamyctes
Psilocerea scardamyctes là một loài bướm đêm trong họ Geometridae.